# Naoko Yamano
Naoko Yamano (en japonés 山野直子, Yamano Naoko) (Osaka, 18 de diciembre de 1960) es miembro y fundadora de la japonesa banda de punk rock Shonen Knife.

## Biografía
Naoko formó a Shonen Knife en diciembre de 1981 en Osaka, Japón con su hermana Atsuko Yamano y su amiga Michie Nakatani. Naoko y Michie habían desarrollado una amistad, mientras asistía a la universidad juntas. Después de graduarse, se comenzó a trabajar en diferentes empresas, pero pronto llega a ser aburrido de lo mundano de la vida corporativa. Puesto que todos los que disfrutan la música, las tres decidieron tocar música juntas solo por el gusto de hacerlo. 'Naoko cantó y tocó la guitarra, Nakatani también fue una cantante y tocaba el bajo y los teclados, y Atsuko cantó de copia de seguridad, jugó los tambores, y diseñaros sus propios trajes de etapa. Con la salida de Nakatani y Atsuko han relegado a tiempo de actividad por parte del matrimonio, Naoko se erige como la única miembro restante de la formación original.

### Influencias
Su preferencia musical se inclina hacia la década de 1970 en el hard rock y heavy metal como Kiss, Judas Priest, Iron Maiden, Motörhead, y Black Sabbath, así como bandas de 1960, pop y grupos de punk rock como The Beatles, Strawberry Alarm Clock, Buzzcocks y The Ramones. 